# Macromitrium longirostre
Macromitrium longirostre är en bladmossart som beskrevs av Schwaegrichen 1823. Macromitrium longirostre ingår i släktet Macromitrium och familjen Orthotrichaceae. Inga underarter finns listade i Catalogue of Life.